# Dennis Ralston
Richard Dennis Ralston (Bakersfield (California), 27 de julio de 1942-6 de diciembre de 2020) fue un jugador de tenis estadounidense que se destacó en los años 1960. Fue entrenador del tenista serbio Dušan Vemić.

## Torneos de Grand Slam

### Finalista Individuales (1)
| Año  | Torneo    | Oponente en la final | Resultado    |
| 1966 | Wimbledon | Manuel Santana       | 4-6 9-11 4-6 |

### Campeón Dobles (5)
| Año  | Torneo                            | Pareja         | Oponentes en la final         | Resultado            |
| 1960 | Wimbledon                         | Rafael Osuna   | Mike Davies Bobby Wilson      | 7-5 6-3 10-8         |
| 1961 | US National Doubles Championships | Chuck McKinley | Rafael Osuna Antonio Palafox  | 6-3 6-4 2-6 13-11    |
| 1963 | US National Doubles Championships | Chuck McKinley | Rafael Osuna Antonio Palafox  | 9-7 4-6 5-7 6-3 11-9 |
| 1964 | US National Doubles Championships | Chuck McKinley | Graham Stilwell Mike Sangster | 6-3 6-2 6-4          |
| 1966 | Campeonato Francés                | Clark Graebner | Ilie Năstase Ion Tiriac       | 6-3 6-3 6-0          |

### Finalista Dobles (4)
| Año  | Torneo                            | Pareja           | Oponentes en la final        | Resultado             |
| 1962 | US National Doubles Championships | Chuck McKinley   | Rafael Osuna Antonio Palafox | 4-6 12-10 6-1 7-9 3-6 |
| 1966 | US National Doubles Championships | Clark Graebner   | Roy Emerson Fred Stolle      | 6-4 6-4 6-4           |
| 1969 | US Open                           | Charles Pasarell | Ken Rosewall Fred Stolle     | 6-2 5-7 11-13 3-6     |
| 1971 | Wimbledon                         | Arthur Ashe      | Roy Emerson Rod Laver        | 6-4 7-9 8-6 4-6 4-6   |